# Ворку Бикила
Ворку Бикила (англ. Worku Bikila; Пустой шаблон {{ВД-Преамбула}} ) — эфиопский легкоатлет, выступавший в беге на длинные дистанции, марафонском беге и беге по пересечённой местности. Участник летних Олимпийских игр 1992 и 1996 года, серебряный призёр чемпионата Африки 1992 года, бронзовый призёр чемпионата Африки 1993 года.

## Биография
Ворку Бикила родился 6 мая 1968 года в эфиопской провинции Аруси (сейчас зона Арси региона Оромия).
В 1992 году завоевал серебряную медаль чемпионата Африки в Бельвю-Мореле в беге на 5000 метров.
В 1992 году вошёл в состав сборной Эфиопии на летних Олимпийских играх в Барселоне. В беге на 5000 метров в полуфинале занял 1-е место с результатом 13 минут 32,93 секунды, в финале занял 6-е место (13.23,52), уступив 11 секунд завоевавшему золото Дитеру Бауману из Германии.
В 1993 году завоевал бронзовую медаль чемпионата Африки в Дурбане в беге на 5000 метров. В той же дисциплине занял 4-е место на чемпионате мира в Штутгарте (13.06,64). В том же году занял 9-е место на чемпионате мира по бегу по пересечённой местности в Аморебьете-Эчано, преодолев дистанцию 11,75 км за 33 минуты 31 секунду.
В 1995 году занял 6-е место на чемпионате мира в Гётеборге в беге на 5000 метров (13.20,12).
В 1996 году вошёл в состав сборной Эфиопии на летних Олимпийских играх в Атланте. В беге на 10 000 метров в полуфинале занял 1-е место с результатом 27.50,57, в финале занял 17-е место (28.59,15), уступив 1 минуту 51,81 секунды победившему с олимпийским рекордом Хайле Гебреселассие из Эфиопии.
В 1997 году занял 12-е место на чемпионате мира в Гётеборге в беге на 5000 метров (13.30,02).
В 1997—1998 годах дважды выигрывал 15-километровый забег «Зевенхёйвеленлоп» в Неймегене.

## Личные рекорды
- Бег на 5000 метров — 12.57,23 (1995)[4]
- Бег на 10 000 метров — 27.06,44 (1995)[4]